# Pseudosympycnus palpiger
Pseudosympycnus palpiger är en tvåvingeart som först beskrevs av Van Duzee 1931. Pseudosympycnus palpiger ingår i släktet Pseudosympycnus och familjen styltflugor.
Artens utbredningsområde är Panama. Inga underarter finns listade i Catalogue of Life.